# Lomatium ciliolatum
Lomatium ciliolatum är en flockblommig växtart som beskrevs av Jeps.. Lomatium ciliolatum ingår i släktet Lomatium och familjen flockblommiga växter. Utöver nominatformen finns också underarten L. c. ciliolatum.